# 福翁自伝
『福翁自伝』（ふくおうじでん、旧字体：福󠄁翁󠄂自傳）は、幕末維新・明治の洋学者・教育者である福澤諭吉晩年の口語文体による自叙伝である。
1898年（明治31年）7月1日から1899年（明治32年）2月16日まで計67回にわたって「時事新報」に掲載された。単行本は1899年（明治32年）6月15日に刊行。
福澤自身の人柄が判るだけでなく、幕末から維新にかけての動乱期に、近代思想の先駆者として日本を大きく導いた当事者による自叙伝は、日本近代史の重要な文献でもある。「門閥制度は親のかたき」等の有名な言葉もこの自伝からである。

## 成立
西洋では学者の多くが自叙伝を著すことから、慶應義塾関係者は福澤に自伝を書くよう勧めていたが、多忙を極め一向に執筆にかかれないでいた。そんな中、ある外国人から幕末維新前後の体験談に関するインタビューを受け、口述筆記という方法を思い立ったのがきっかけである。福澤諭吉が口述した内容を、矢野由次郎（時事新報記者）が速記し、その原稿に福澤自身の手で推敲加筆するという形で書かれた。1948年（昭和23年）に速記原稿が発見され、小見出しが付けられている。
また福澤が、個人的にも尊敬していた18世紀アメリカの政治家・著述家だったベンジャミン・フランクリン（「フランクリン自伝」）に、大きく習ったものともされる。オーラル・ヒストリーの出発点となる書とも位置付けられている。

## 差別表現問題
本書における
との記述が問題視され、「穢多」の語が「ゝゝ」と伏字に置き換えられたり「えた」と平仮名表記に改竄されたりしたことがある。
この点について、本書の校注者の会田倉吉は「本書中には、差別用語として使用を当然さしひかえるべき表現が、数か所にわたって見うけられる。（略）その福沢にして、いかにも無造作にこのような表現を用いている事実は、その生きた時代をしかと知るうえになんらかの示唆を与えることと思われる」と述べ、本文中の差別表現を敢えて原文のままとした。

## 構成
1. 幼少の時
2. 長崎遊学
3. 大阪修行
4. 緒方の塾風
5. 大阪を去って江戸に行く
6. はじめてアメリカに渡る
7. ヨーロッパ各国に行く
8. 攘夷論
9. 再度米国行
10. 王政維新
11. 暗殺の心配
12. 雑記
13. 一身一家経済の由来
14. 品行家風
15. 老余の半生

## 書誌情報
- 福澤諭吉 述『福翁自伝』矢野由次郎 記、時事新報社、1899年6月15日。NDLJP:2390758。
  - 福澤諭吉 述『福翁自伝』矢野由次郎 記、時事新報社、1934年11月3日。NDLJP:1077658。- 福澤先生誕生100年記念出版。
- 『福澤全集 第7巻　福翁百話 福翁百余話 福翁自伝』時事新報社 編、國民図書、1926年2月20日。NDLJP:1912712/167。
- 『福澤諭吉全集 第7巻 福翁自伝 舊藩情 ほか』慶應義塾 編（再版）、岩波書店、1970年4月13日（原著1959年12月1日）。
- 『新訂 福翁自伝』富田正文 校訂、小泉信三 解説（再改版）、岩波書店〈岩波文庫〉、2008年12月（原著1978年10月）。ISBN 978-4-00-331022-9。 - 初刊版は1937年。
  - 『新訂 福翁自伝』富田正文 校訂、小泉信三 解説、岩波書店〈ワイド版岩波文庫〉、1991年6月26日。ISBN 978-4-00-007033-1。
- 『福沢諭吉選集 第10巻 福翁自伝 ほか』萩原延壽 解説、岩波書店、1981年10月23日。ISBN 978-4-00-100680-3。
- 『福澤諭吉集』松沢弘陽 校訂・解説、岩波書店〈新日本古典文学大系 明治編10〉、2011年2月。ISBN 978-4-00-240210-9。
- 『新版 福翁自伝』昆野和七 校訂、平山洋 解説、角川学芸出版〈角川ソフィア文庫〉、2008年8月。ISBN 978-4-04-307304-7。 - 平山洋の解説は公式サイトで全文が公開されている。
  - 元版『福翁自伝』昆野和七 校訂、角川書店〈角川文庫〉、初刊版1953年。白鳳社、1970年10月
- 『草稿 福翁自傳』福澤諭吉協会 編纂、富田正文 監修、東出版、1980年6月。ASIN B000J870EM。- 「福翁自伝」初版の複製1冊、解題1冊、「福翁自伝」草稿の和綴本4冊を収録。
  - 『草稿 福翁自傳』福澤諭吉協会 編纂、富田正文 監修、大空社、1998年9月。ISBN 4-7568-0267-2。
- 『福翁自伝』富田正文 校注（新装版）、慶應義塾大学出版会、2001年1月（原著1992年）。ISBN 4-7664-0838-1。
  - 元版『福翁自伝』富田正文・校注解説、慶應通信、1957年
- 『福翁自伝　福澤全集緒言』 福澤諭吉著作集 第12巻、松崎欣一 解説、慶應義塾大学出版会、2003年11月。ISBN 4-7664-0888-8。
  - 『福翁自伝　福澤全集緒言』松崎欣一 解説、慶應義塾大学出版会、2009年5月。ISBN 978-4-7664-1626-8。- 福澤(2003)の選書版。
- 『「福翁自傳」の研究（本文編・註釈編）』河北展生・佐志傳 編著、慶應義塾大学出版会、2006年6月。ISBN 4-7664-1295-8。
- 『福翁自伝　付・福沢全集緒言』土橋俊一 校訂・校注、講談社〈講談社文庫〉、1971年7月。ISBN 978-4-06-134001-5。
  - 『福翁自伝』土橋俊一 校訂・校注、竹内洋 解説、講談社〈講談社学術文庫〉、2010年2月。ISBN 978-4-06-291982-1。- 電子版（2015年1月）あり。福沢(1971)の新版。
- 『福翁自伝　福沢諭吉著作集1』平山洋 解説、常葉書房、2013年5月。Kindle版。ASIN B00CMD9RUM。- 平山洋の解説著作は下記（関連文献）がある。

### 現代語訳
- 『現代語訳 福翁自伝』齋藤孝 編訳、筑摩書房〈ちくま新書〉、2011年7月。ISBN 978-4-480-06620-6。
- 『福翁自伝』茂木健一郎 解説、PHP研究所、2009年4月。ISBN 978-4-569-70864-5。

## 翻訳
- The Autobiography of Yukichi Fukuzawa. NY: Columbia University Press, 1966. Revised translation by Eiichi Kiyooka, with a foreword by Carmen Blacker.（英語版）
- The Autobiography of Yukichi Fukuzawa. (Paperback) Columbia University Press, 2007. Revised translation by Eiichi Kiyooka, with a foreword by Albert Craig. ISBN 0-2311-3987-X （英語版）
  - 『英訳　福翁自伝』 清岡暎一英訳、北星堂書店、1996年。ISBN 459-0006618
- la vie du vieux FUKUZAWA racontée par lui-même, Albin Michel, 2007, Marie-Françoise Tellier (Traduction). ISBN 978-2226171092 （フランス語版）
- 후쿠자와 유키치 자서전, 허호 옮김, 이산 펴냄, 2006年3月 ISBN 8987608530（韓国語版）
- 《福泽谕吉自传》 马斌译，商务印书馆，1980年，ISBN 7100014220 （中国語版）
- 《福泽谕吉自传：改造日本的启蒙大师》 杨永良，文汇出版社，2012年3月1日，ISBN 9787549603909 （中国語版）

## 関連文献
- 小林多寿子 著「『福翁自伝』におけるオーラリティと多声性」、山田富秋、好井裕明 編『語りが拓く地平　ライフストーリーの新展開』せりか書房、2013年10月。ISBN 978-4-7967-0327-7。
- 平山洋『福澤諭吉　文明の政治には六つの要訣あり』ミネルヴァ書房〈ミネルヴァ日本評伝選〉、2008年5月10日。ISBN 978-4-623-05166-3。 - 平山洋の公式サイトに『福澤諭吉』の書誌情報と書評がある。
- 平山洋『諭吉の流儀　『福翁自伝』を読む』PHP研究所、2009年5月11日。ISBN 978-4-569-70941-3。ASIN 4569709419。 - 平山洋の公式サイトの『諭吉の流儀―「福翁自伝」を読む』についてに書誌情報と書評がある。